# José Luis Barceló
Jose Luis Barceló Camacho (sinh năm 1959) là một luật sư và học giả người Colombia, là chủ tịch hiện tại của Tòa án Tối cao Colombia.

## Tiểu sử
Barceló được sinh ra từ Jose Barceló từ Tây Ban Nha và Lilia Camacho từ Boyacá. Barceló và người vợ đầu có một cô con gái Sonia Carolina, người qua đời năm 2003 ở tuổi 17.

## Sự nghiệp chính trị
Barceló tốt nghiệp Đại học Quân sự Nueva Granada ở Bogotá, Colombia. Barceló gia nhập Tòa án Công lý Tối cao Colombia năm 1991, và đã làm Thẩm phán Kiểm tra Hình sự của Bogotá và Luật sư biện hộ của Viện kiểm sát Đại biểu thứ hai cho Chức năng Hình sự. Từ năm 2011 đến 2018, ông làm việc cho Phòng Hình sự của Tòa án Tối cao, bao gồm làm trợ lý thẩm phán cho Fernando Arboleda Ripoll.. Vào tháng 1 năm 2018, Barceló được bổ nhiệm làm chủ tịch của Tòa án Tối cao Colombia, thay thế Rigoberto Echeverry. Anh bắt đầu vai diễn vào tháng 6 năm 2018. Hiện tại, Barcelonaó cũng là giáo sư chuyên ngành về thủ tục tố tụng hình sự hiến pháp và tư pháp quân sự của Đại học quân sự Tân Granada.